# Influencia
Influencia es la capacidad de una persona, grupo o entidad para incidir en el pensamiento, comportamiento o decisiones de otros, ya sea de manera directa o indirecta. Se manifiesta a través del poder, la autoridad, el prestigio o el dominio en distintos ámbitos, como la política, la cultura, la economía y las relaciones interpersonales. Puede ejercerse mediante la persuasión, el liderazgo, el ejemplo o el control de recursos y oportunidades. Históricamente, ha sido un factor determinante en la configuración de estructuras de poder y en la toma de decisiones a nivel individual y colectivo.

## Enfoques filosóficos sobre «influencia»
Aristóteles, en su obra Retórica, identificó tres elementos clave para influir en otros: ethos (credibilidad del orador), pathos (apelación a las emociones) y logos (uso de la lógica y la razón). Según Aristóteles, la persuasión eficaz depende del equilibrio entre estos tres factores.
Maquiavelo, en El príncipe, argumentó que la influencia, a nivel político, se basa en una combinación de astucia y fuerza, enfatizando que un líder debe saber manipular la percepción pública y adaptarse a las circunstancias para mantener el poder.
Max Weber, en Economía y sociedad, describió tres tipos de autoridad que influyen en la sociedad: tradicional (basada en la costumbre), carismática (derivada de la personalidad del líder) y racional-legal (sustentada en normas e instituciones). Su teoría ha sido fundamental para comprender cómo se ejerce y mantiene la influencia en distintos contextos.
Robert Cialdini, en Influence: The Psychology of Persuasion, identificó seis principios psicológicos que facilitan la persuasión: reciprocidad, compromiso y coherencia, prueba social, simpatía, autoridad y escasez. Su trabajo ha sido influyente en áreas como la publicidad, la política y las negociaciones.

## «Influencia» en el liderazgo y la comunicación
John Baldoni, experto en liderazgo, sostiene que el lenguaje es clave para influir en las relaciones personales y laborales. Frases bien elegidas pueden generar confianza, motivación y compromiso. Destaca seis estrategias: elogiar con detalles, mostrar interés genuino, formular peticiones apelando a la identidad, reconocer ideas ajenas, pedir consejo en lugar de ayuda y ofrecer apoyo de manera proactiva. Según Baldoni, estas técnicas fortalecen vínculos, mejoran la comunicación y aumentan la influencia sin recurrir a la imposición.
El escritor y orador estadounidense John C. Maxwell, también experto en liderazgo, sostiene que «la influencia es la esencia del liderazgo». En su libro, Las 21 leyes irrefutables del liderazgo, presenta la «Ley de la Influencia», que establece que la verdadera medida del liderazgo es la influencia. En su modelo de los Cinco Niveles de Liderazgo, describe cómo los líderes pueden aumentar su influencia desde una autoridad basada en el cargo hasta una influencia basada en el respeto y la admiración genuina.